# Pterolophia kaszabi
Pterolophia kaszabi är en skalbaggsart som beskrevs av Stefan von Breuning 1954. Pterolophia kaszabi ingår i släktet Pterolophia och familjen långhorningar.
Artens utbredningsområde är Sulawesi. Inga underarter finns listade i Catalogue of Life.